# Saint-Thomas-de-Conac
Saint-Thomas-de-Conac é uma comuna francesa na região administrativa da Nova Aquitânia, no departamento de Charente-Maritime. Estende-se por uma área de 28,04 km². Em 2010 a comuna tinha 576 habitantes (densidade: 20,5 hab./km²).